# Cotes
Cotes es un municipio de la Comunidad Valenciana, España perteneciente a la provincia de Valencia, en la comarca de la Ribera Alta.

## Toponimia
El nombre de este municipio viene del latín "cos, cotis" (piedra dura). Esto se verifica gracias al mapa geológico, pues la mayor parte del término de Cotes (valle de Càrcer) y de la partida de Cotes (Algemesí) se ubican sobre terrenos de glacis, áreas de transición entre el llano y la montaña que a menudo presentan una costra dura que los agricultores han tenido que eliminar secularmente para poder aprovecharlos.

## Geografía
Situado en el sector oeste del valle de Cárcer, en la margen derecha del río Júcar.
La superficie del término es llana en la parte este y montañosa por el oeste. La altura más importante es el vértice geodésico de tercer orden del Montot (417 m). El río Júcar corre por el límite norte, afluyéndole por la margen derecha, en el límite con Antella, el río Sellent.
Drenan el territorio los barrancos del Pinar y la Conca. La población se halla en la orilla izquierda del río Sellent, habiendo sufrido varias avenidas de los ríos Júcar y Sellent.
Desde Valencia, se accede a esta localidad a través de la A-7 tomando luego la CV-560.

### Localidades limítrofes
El término municipal de Cotes limita con las siguientes localidades:
Alcántara de Júcar, Anna, Antella, Cárcer, Chella, Sellent y Sumacárcel, todas ellas de la provincia de Valencia.

## Historia
La población era una población musulmana que el rey Jaime I donó al abad de Scala Dei en 1238. Perteneció luego a Bartomeu Matoses y a las familias Castellá, Ortiz, Blanes y Palafox, marqueses de Ariza. En 1748, un terremoto destruyó la iglesia, el palacio señorial y varias casas.

## Demografía
Cotes cuenta con una población de 311 habitantes (INE 2024).
| Gráfica de evolución demográfica de Cotes entre 1842 y 2021                                                         |
| |
| Población de derecho según los censos de población del INE Población de hecho según los censos de población del INE |

## Economía
Basada tradicionalmente en la agricultura y la ramaderia. Predominan los cultivos de regadío, abastecidos por las aguas del río Sellent. Los principales cultivos son: naranja, arroz, habas, melones, etc.

## Administración y política
| Periodo   | Nombre                               | Partido             |
| --------- | ------------------------------------ | ------------------- |
| 1979-1983 | Joaquín Martínez Such                | Independiente, AILU |
| 1983-1987 | Joaquín Martínez Such                | Independiente, LV   |
| 1987-1991 | Rafael Esteve Bañó                   | Independiente, ISMA |
| 1991-1995 | Rafael Esteve Banó                   | PSPV-PSOE           |
| 1995-1999 | José Gonzálvez Ramón                 | PP                  |
| 1999-2003 | José Gonzálvez Ramón                 | PP                  |
| 2003-2007 | José Gonzálvez Ramón                 | PP                  |
| 2007-2011 | José Gonzálvez Ramón                 | PP                  |
| 2011-2015 | Rosa Emilia Lorente y Eduardo Sucias | PIC y PP            |
| 2015-2019 | Rosa Emilia Lorente                  | PIC                 |
| 2019-2023 | Rosa Emilia Lorente                  | PIC                 |
| 2023-act. | Miguel Perucho González              | PIC                 |

## Patrimonio
- Iglesia parroquial. Está dedicada a San Miguel Arcángel.
- Cova de la Moneda. Cavidad natural que tiene un recorrido de 300 m aproximadamente situada en una ladera del Montot.
- Clot del Negre. Playa natural situada en un meandro del río Júcar.
- Escudo Señorial.

## Fiestas locales
- Fiestas Mayores. Celebra sus fiestas patronales a San Isidro y San Miguel Arcángel el 28 y 29 de septiembre.